# Alue Gunto
Alue Gunto is een bestuurslaag in het regentschap Aceh Utara van de provincie Atjeh, Indonesië. Alue Gunto telt 230 inwoners (volkstelling 2010).